# Sbor dobrovolných hasičů Přechovice

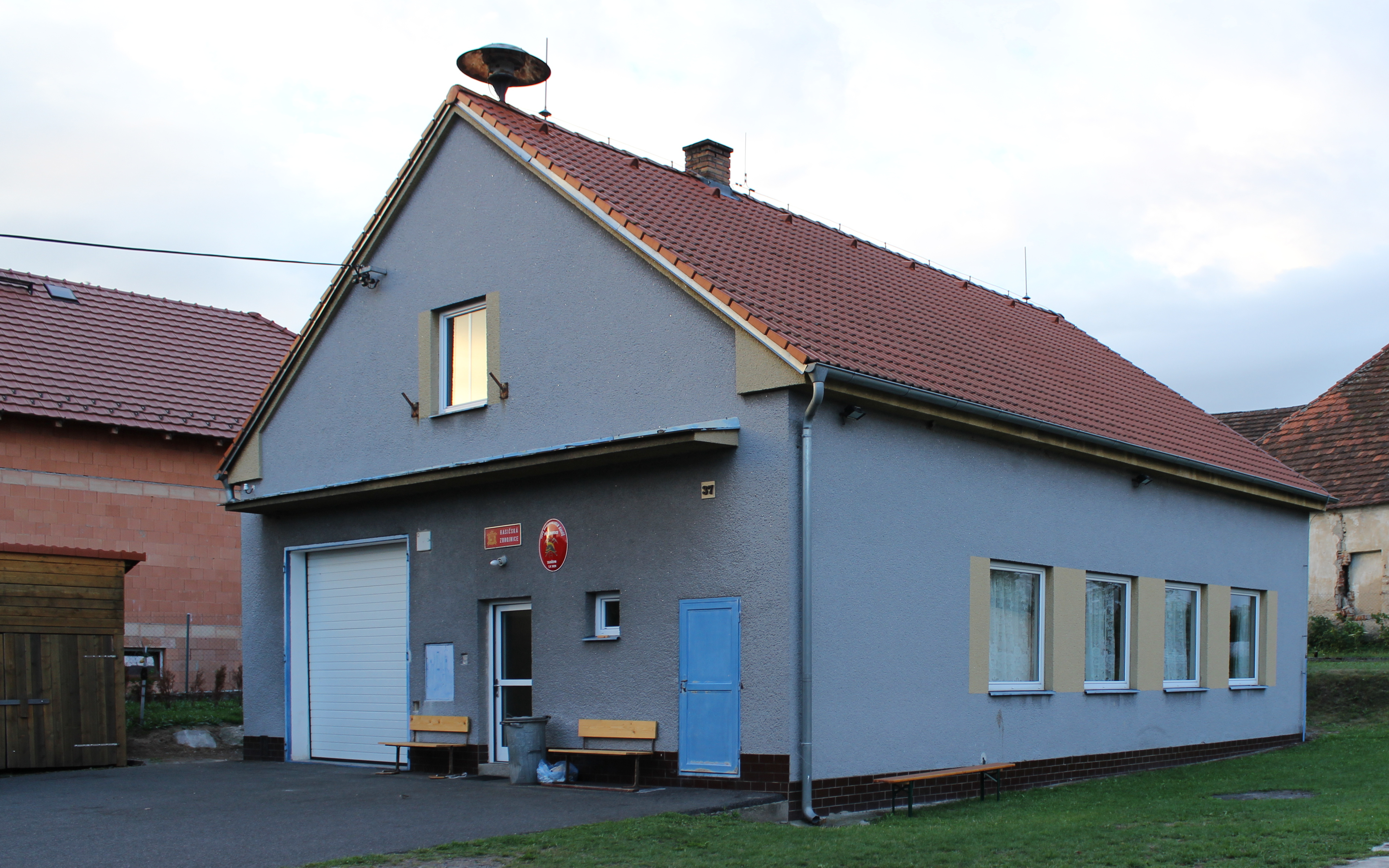
Hasičská zbrojnice v Přechovicích

Sbor dobrovolných hasičů Přechovice je organizace pomáhající při požární ochraně jak v obci Přechovice, tak také v jejím okolí. Likvidoval však také následky povodní v roce 2002 (například čerpáním vody ze sklepů ve Volyni nebo na strakonickém plaveckém stadionu) či v roce 2009. Hasiči také pomáhali řešit následky větrného orkánu Kyrill. Vedle pracovních povinností pečují však i o kulturní činnost v obci (pořádají dětské dny, mikulášské oslavy nebo pouťové zábavy). Velitelem sboru je současně starosta obce Miroslav Zdychynec.

## Historie
Sbor byl založen 5. října 1929. V té době měl 27 členů. Následující rok pořádal sbor svou první hasičskou slavnost spojenou s cvičením, na níž se sjely i hasičské sbory z okolí. K roku 1932 se datuje první zásah družstva, když pomáhalo hasit požár v Milodráži, což je dnes součást Zechovic. Roku 1937 hasili i přímo v Přechovicích, když likvidovali požár stohu slámy. V roce 1975 se uskutečnilo slavnostní otevření nově zbudované zbrojnice.

## Technika
Roku 1964 získal hasičský sbor z rušeného sboru v Něměticích motorovou stříkačku. Následující rok získali od sboru v Milejovicích hasičský automobil značky Škoda. Ten však již v majetku sboru není; byl věnován sběratelům těchto automobilů. Přibližně od roku 1980 využívají vůz Avia, který získali od hasičů z Blatné. V roce 2008 zakoupili nové čerpadlo a o rok později si ke stávající požární stříkačce pořídili novou, na kterou si vydělali prostředky z brigád. Na počátku roku 2017 namísto dosluhujícího vozidla Avia pořídila obec svým hasičům nový automobil značky Ford, který jim 1. července toho roku spolu s hasičským praporem posvětil volyňský římskokatolický farář Jan Löffelman.

## Požární sport
Sbor se pravidelně účastní soutěží v požárním sportu. Roku 1976 se místní družstvo stalo krajskými přeborníky a vybojovalo si tak postup do národního kola, v němž skončilo na sedmé příčce. Účastní se také závodů Šumavské hasičské ligy, v níž se umisťují na předních pozicích (v roce 2006 byli dokonce na třetím místě) Objevují se také v krajské soutěži O hlubockého kapra. V areálu hasičské zbrojnice (čp. 37), jež byla otevřena roku 1975, pořadatelsky připravují soutěž O pohár starosty obce.